# Dvor, Šmartno pri Litiji
Dvor je naselje v Občini Šmartno pri Litiji. Nastalo je bilo leta 1995 z razdelitvijo naselja Dvor pri Bogenšperku na ločeni naselji Dvor in Bogenšperk. Leta 2015 je imelo 111 prebivalcev.